# Agriotherium
Agriotherium (лат.) — род вымерших млекопитающих из семейства медвежьих, чьи фоссилии находят в слоях с середины миоцена по плиоцен (13,82—2,58 млн лет назад) в Африке, Евразии и Северной Америке. Ископаемые остатки самого позднего представителя рода А. africanum из Африки позволяют предположить, что род не дожил до гелазского века.

## Описание

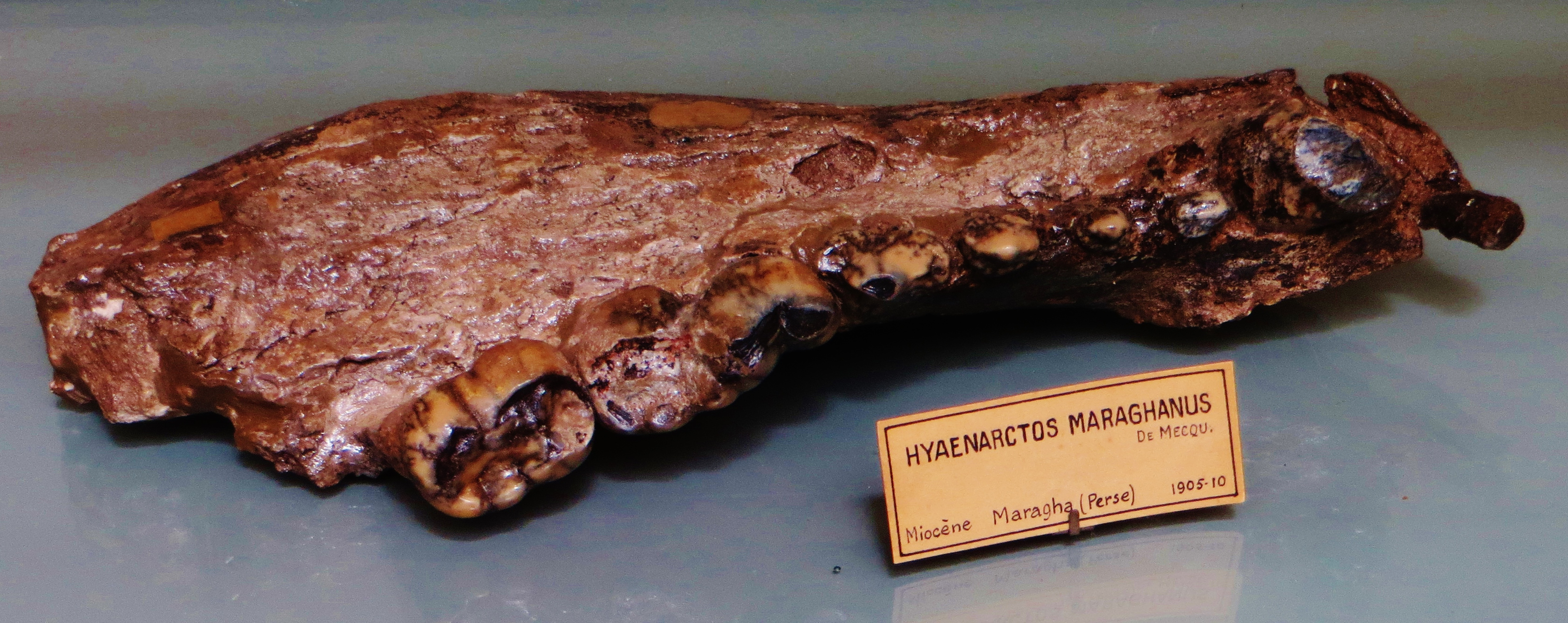
Нижняя челюсть

Agriotherium были около 2,7 м в длину и весили около 900 кг, то есть были более крупными, чем большинство современных медведей. Наряду с вымершим подвидом современного белого медведя Ursus maritimus tyrannus и Arctotherium, а также короткомордым медведем Arctodus simus, Agriotherium был самым крупным представителем земных хищных. Его зубы позволяли крошить добычу на мелкие кусочки. По типу питания был плотоядным, со вторичной всеядностью. Поскольку масса тела приближалась к массе большинства крупных копытных (полорогих, оленевых, верблюдовых и других), вполне вероятно, что Agrotherium мог охотиться на них. Представители рода вполне вероятно были падальщиками и отбирали добычу таких животных, как саблезубые кошки Amphimachairodus, с которым они делили территорию в Китае и Северной Америке, а также представителем семейства кошачьих Barbourofelis, с которым они сосуществовали в Техасе, как видно по фоссилиям из Коффи-Ранчо.
Согласно расчётам 2011 года, по силе укуса Agriotherium имел самый сильный укус среди известных млекопитающих-хищников.

### Масса тела
Два образца, которые исследовали Лежандр и Рот, имеют следующую массу тела.
- Образец 1: 79,3 кг
- Образец 2: 652,6 кг

## Ископаемые находки
Место и возраст экземпляров, млн лет назад:
- Участок, принадлежащий компании Cyanimid, округ Полк, штат Флорида 13,7—11,6
- Вента-дель-Моро, Испания 9—5,3
- Карьер Ланг, ЮАР 5,3—3,6
- Каменоломня Карлин-Хай, Округ Элко, Невада 23—5,3
- Vialette, Верхняя Луара, Франция 3,2—2,5
- Средний Аваш, Эфиопия 11,6—3,6 Ма

Род был единственный представителем медвежьих, заселившим Африку к югу от Сахары (хотя там обитали родственные медвежьим амфициониды).